# Сан Алфонсо дел Мар
Сан Алфонсо дел Мар (на испански: San Alfonso del Mar) е частен курорт разположен северно от град Алгаробо, Чили, на около 100 km западно от столицата Сантяго.
Курортът представлява изкуствено създадена лагуна, призната за най-големия плувен басейн в света.
Басейнът, които има продълговата форма, е дълъг малко повече от 1 km, покрива площ от 8 ha, и има максимална дълбочина от 3,5 m. За да се напълни са му необходими 250 млн. литра морска вода, която се изпомпва и филтрира от Тихия океан, чрез специална филтрираща система, като само за един ден се изпомват около 800 хил. литра.
Идеята за създаването на този огромен басейн е на чилийския архитект и бизнесмен Фернандо Фишман, който още през 1988 г. решава да построи басейн в близост до бреговата ивица на Тихия океан. Като основна причина за това са множеството акули, обитаващи водите на океана, както и голямата степен на замърсяване на водата в района. Реализирането на тази негова мечта, обаче, отнема години. Едва през 2001 г. той наема чилийската компания „Кристални лагуни“, която разполага със система за филтриране, нуждаеща се от 100 пъти по-малко химикали и използваща само 2% от енергията необходима при традиционните методи, и то на много по-ниска цена. В крайна сметка, съоръжението е построено в рамките на пет години, и през декември 2006 г. отваря врати. Въпреки предварителните прогнози, че разходите само за басейна ще бъдат около 3,5 млн. долара, по-нови оценки показват, че за целия проект те са реално около 1,5-2 млрд. долара, като 4 милиона отиват само за годишната му поддръжка.
Басейнът, който е с кристално чиста и прозрачна вода, включва възможност за практикуване на водни спортове, като плуване, каяк, ветроходство, уиндсърфинг и гмуркане. През лятото температурата на водата се поддържа непрекъснато на равнище от 26 °C, което е с 9 градуса повече от тази на океанската вода.
Комплексът разполага с 1000 апартамента в 11 сгради, всички с големи тераси с изглед към океана и към басейна. Всяка сграда разполага с частен плаж, кей и малък плувен басейн. На територията на курорта са разположени различни спортни съоръжения, като футболни игрища, тенис кортове, фитнес зала, последно поколение 3D голф симулатор, множество водни пързалки и детски площадки. Също така комплекса разполага с няколко ресторанта, супермаркет, дискотека, спа център и спортно училище, където се провеждат курсове по плуване, гмуркане, ветроходство, каяк, голф, тенис и парапланеризъм.
Компанията построила басейна понастоящем работи по нов проект в пустинята, в близост до египетския курорт Шарм ел-Шейх, който ще отнеме първенството на сегашния носител. Очаква се новата лагуна Citystars Sharm El Sheikh да заема площ от 120 000 m².